# Isayah Boers
Isayah Boers (ur. 19 czerwca 1999) – holenderski lekkoatleta sprinter, medalista halowych mistrzostw świata Europy.
Zdobył brązowy medal w sztafecie 4 × 400 metrów na halowych mistrzostwach świata w 2022 w Belgradzie (wystąpił tylko w biegu eliminacyjnym) oraz na halowych mistrzostwach Europy w 2023 w Stambule.
Jest halowym mistrzem Holandii w biegu na 400 metrów z 2023.

## Osiągnięcia
| Rok  | Impreza                                 | Miejsce   | Konkurencja        | Pozycja     | Wynik   |
| ---- | --------------------------------------- | --------- | ------------------ | ----------- | ------- |
| 2017 | Mistrzostwa Europy juniorów             | Grosseto  | bieg na 200 m      | półfinał    | 21,48   |
| 2018 | Mistrzostwa świata juniorów             | Tampere   | bieg na 100 m      | półfinał    | 10,55   |
| 2019 | Młodzieżowe mistrzostwa Europy          | Gävle     | sztafeta 4 × 100 m | eliminacje  | 39,47   |
| 2022 | Halowe mistrzostwa świata               | Belgrad   | bieg na 400 m      | eliminacje  | 47,07   |
| 2022 | Halowe mistrzostwa świata               | Belgrad   | sztafeta 4 × 400 m | eliminacje  | 3:07,64 |
| 2022 | Mistrzostwa świata                      | Eugene    | sztafeta 4 × 400 m | eliminacje  | 3:03,14 |
| 2022 | Mistrzostwa Europy                      | Monachium | sztafeta 4 × 400 m | 5. miejsce  | 3:01,34 |
| 2023 | Halowe mistrzostwa Europy               | Stambuł   | bieg na 400 m      | półfinał    | 47,39   |
| 2023 | Halowe mistrzostwa Europy               | Stambuł   | sztafeta 4 × 400 m | 3. miejsce  | 3:06,59 |
| 2023 | I dywizja drużynowych mistrzostw Europy | Chorzów   | sztafeta mieszana  | 14. miejsce | 3:20,40 |
| 2023 | Mistrzostwa świata                      | Budapeszt | sztafeta 4 × 400 m | 6. miejsce  | 3:00,40 |
| 2024 | World Athletics Relays                  | Nassau    | sztafeta mieszana  | 2. miejsce  | 3:11,45 |
| 2024 | Mistrzostwa Europy                      | Rzym      | sztafeta 4 × 400 m | eliminacje  | 3:11,45 |

## Rekordy życiowe
- bieg na 60 metrów (hala) – 6,82 (29 stycznia 2022, Apeldoorn)
- bieg na 100 metrów – 10,46 (30 czerwca 2019, La Chaux-de-Fonds)
- bieg na 200 metrów – 20,85 (14 sierpnia 2021, La Chaux-de-Fonds)
- bieg na 200 metrów (hala) – 20,89 (11 lutego 2023, Metz)
- bieg na 400 metrów – 45,42 (2 lipca 2023, La Chaux-de-Fonds)
- bieg na 400 metrów (hala) – 45,72 (19 lutego 2023, Apeldoorn)